# 德里杜爾巴

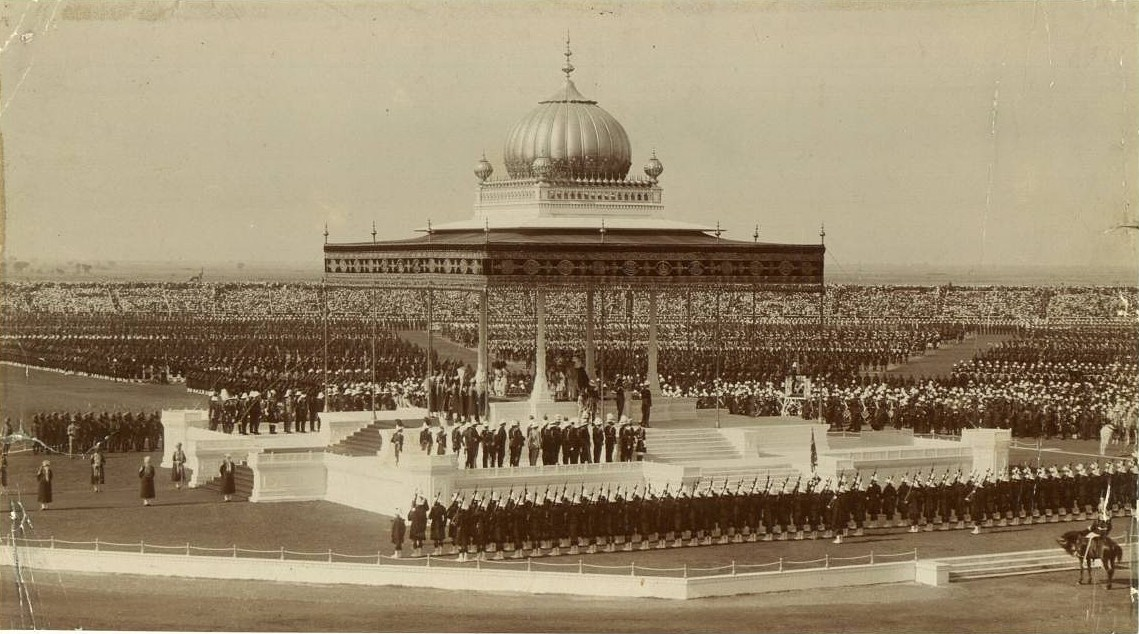
1911年杜爾巴。

德里杜尔巴（英語：Delhi Durbar）是英屬印度各土邦貴族社會名流公開對大英帝國表達效忠的高規格宮廷社交盛會。在大英帝國國力達到顛峰時於1877年、1903年和1911年三度舉辦，三次均為加冕英國君主登基為印度皇帝。「杜爾巴」源於莫卧兒帝國時期波斯语借詞，原指「波斯统治者的宫廷」。

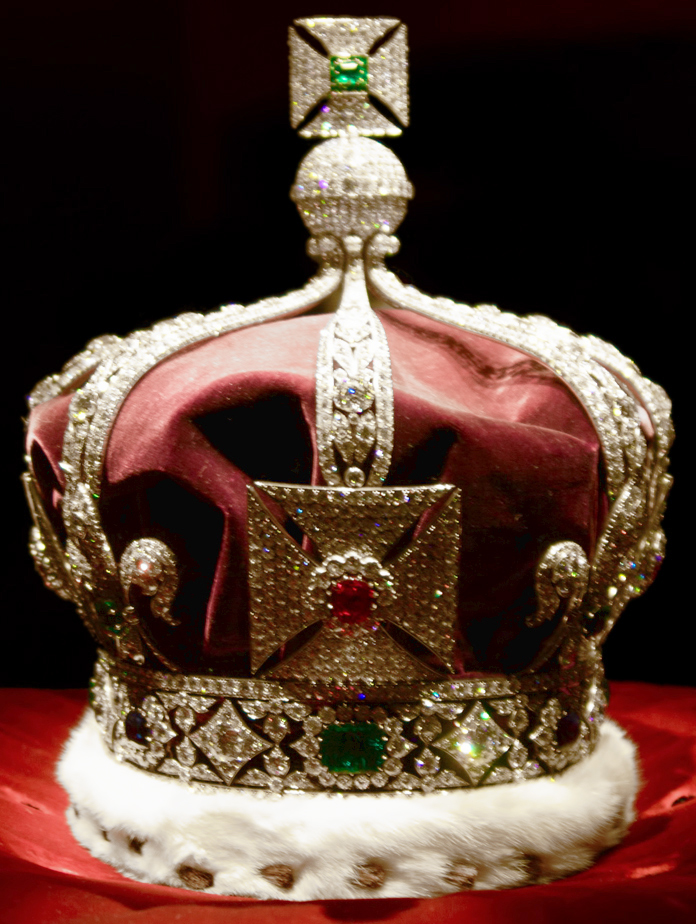
印度皇冠

## 三次杜爾巴

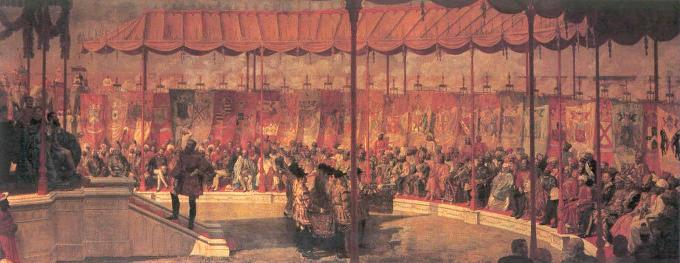
1877年的德里杜爾巴，印度總督坐在左側的高椅上。

維多利亞女王於1876年得到印度女皇的頭銜。李頓勳爵（Lord Lytton）為了恭賀，1877年1月1日於德里舉行杜爾巴宣告，史稱。維多利亞女王沒有親自參加這一儀式，但她派了印度總督利頓伯爵作為她的代表。這是最早的德里杜爾巴。
1903年1月1日也舉行了類似的儀式，慶祝愛德華七世繼位為英國國王暨印度皇帝，愛德華七世派了他的兄弟康諾特公爵作為代表。史稱。
史上最盛大的德里杜爾巴是在1911年12月為祝賀喬治五世登基而舉行的杜爾巴，喬治五世和瑪麗皇后親身出席在聚會現場，並且穿戴著加冕典禮的禮服，這在印度次大陸和大英帝國歷史上是史無前例的，他們也是英國統治印度期間唯一以君主身分到訪印度的王室成員，幾乎所有在當時受冊封的王族和貴族成員都出席了這次的杜爾巴。由於普遍認為在一個大體非基督教國家舉行塗聖油與加冕儀式不合宜，因此喬治五世沒有在印度舉行加冕，而是由他頭戴皇冠走進儀式現場。法律禁止英國王權象徵物離開本土，因此喬治五世命人製作了另一頂皇冠，即印度帝國皇冠。登基後，印度諸王公表示效忠於他。此後一些政治決定如將首都從加爾各答遷至德里都是在這裏宣佈的。
1948年，印度獨立一年後喬治六世放棄了印度皇帝的頭銜，此後再也沒有類似的儀式。在現在的印度可以找到幾個紀念喬治五世到訪的地標，其中最著名的是孟買的印度門。

## 引用文獻
1. ↑  . 倫敦憲報. 28 April 1876: 2667  [14 November 2007].
2. ↑  The Times, 2 January 1877, p5
3. ↑  The Times, 2 January 1903, p3
4. ↑  Hilliam, Crown Orb & Sceptre, p185–6